# معركة بياليستوك - مينسك
معركة بياليستوك - مينسك عملية إستراتيجية ألمانية أجراها مركز مجموعة جيش فيرماخت تحت المشير الميداني فيدور فون بوك أثناء اختراق منطقة الحدود السوفيتية في المرحلة الافتتاحية لعملية بارباروسا، التي استمرت من 22 يونيو إلى 9 يوليو 1941 .
قامت مجموعة بانزر الثانية التابعة لمجموعة الجيوش بقيادة العقيد هاينز جوديريان ومجموعة بانزر الثالثة بقيادة العقيد هيرمان هوث بالقضاء على دفاعات الحدود السوفيتية وهزمت جميع الهجمات المضادة السوفيتية وحاصرت أربعة جيوش سوفيتية من الجبهة الغربية للجيش الأحمر بالقرب من بياليستوك ومينسك. بحلول 30 يونيو. أغلقت الجبهة الغربية في الداخل، وتمت تصفية الجيوب بحلول 9 يوليو. خسر الجيش الأحمر 417,729 رجلًا مقابل خسائر الفيرماخت التي وصلت إلى حد ما أكثر من 12157. 
دمر الألمان الجبهة الغربية السوفيتية في 18 يومًا وتقدموا 460 كيلومترًا داخل الاتحاد السوفييتية، مما دفع الكثيرين إلى الاعتقاد بأن الألمان قد انتصروا فعليًا في الحرب ضد الاتحاد السوفيتي.  

## مقدمة
بقيادة المشير فيدور فون بوك، تم تكليف مجموعة الجيوش الوسطى بالهجوم من بولندا عبر محور بياليستوك - مينسك - سمولينسك نحو موسكو . ضمت مجموعة الجيش الجيشين التاسع والرابع . كانت قواتها المدرعة هي مجموعة بانزر الثالثة لهوث ومجموعة بانزر الثانية لجوديريان. قامت جيوش المشاة بإيفاد 33 فرقة، وجيوش بانزر أرسلت تسعة فرق بانزر، وست فرق الية وفرقة من سلاح الفرسان. يمكن أن يستدعي مجموعة الجيوش الوسطى Luftflotte 2 للحصول على الدعم الجوي.

## تشكيلات

### الدبابات
في 22 يونيو 1941، كان توازن الدبابات على كامل مساحة الجبهة الغربية السوفياتية على النحو التالي.
| السلك الألماني                    | أقسام بانزر الألمانية             | مجموع الدبابات الألمانية | الدبابات مع 37 مدفع مم (بما في ذلك. Panzer 38 (t) وPanzer III ) | الدبابات مع 50 مم أو أكبر مدفع (بما في ذلك. Panzer III وPanzer IV ) |
| --------------------------------- | --------------------------------- | ------------------------ | --------------------------------------------------------------- | ------------------------------------------------------------------- |
| التاسع والثلاثون. Armeekorps mot  | 7 ، 20                            | 494                      | 288                                                             | 61                                                                  |
| فيلق بانزر LVII                   | الثاني عشر والتاسع عشر            | 448                      | 219                                                             | 60                                                                  |
| XLVII بانزر فيلق                  | 17 ، 18                           | 420                      | 99                                                              | 187                                                                 |
| XLVI Panzer Corps                 | العاشر                            | 182                      | 0                                                               | 125                                                                 |
| الفيلق الرابع والعشرون            | الثالث والرابع                    | 392                      | 60                                                              | 207                                                                 |
| أي وحدة أخرى من مركز مجموعة الجيش | أي وحدة أخرى من مركز مجموعة الجيش | 0                        | 0                                                               | 0                                                                   |
| مجموع                             |                                   | 1936                     | 666                                                             | 640                                                                 |

| الفيالق السوفيتية                     | الفرق السوفيتية                  | مجموع الدبابات السوفيتية | تي-34 وكيه في |
| ------------------------------------- | -------------------------------- | ------------------------ | ------------- |
| الفيلق الحادي عشر                     | 29 ، 33 ، 204                    | 414                      | 20            |
| فيلق ميكانيكي 6                       | 4 ، 7 ، 29                       | 1131                     | 452           |
| سلاح ميكانيكي 13                      | 25 ، 31 ، 208                    | 282                      | 0             |
| سلاح ميكانيكي 14                      | 22 ، 30 ، 205                    | 518                      | 0             |
| فيلق ميكانيكي 7                       | 14 ، 18 ، 1                      | 959                      | 103           |
| فيلق ميكانيكي خامس                    | 13 ، 17 ، ( 109 لا بما في ذلك. ) | 861                      | 17            |
| فيلق ميكانيكي 17                      | (غير مكتملة)                     | 63                       | لا يوجد       |
| فيلق ميكانيكي 20                      | (غير مكتملة)                     | 94                       | لا يوجد       |
| (مستقل)                               | القسم 57                         | 200                      | 0             |
| تناثرت الدبابات على وحدات أخرى مختلفة | أقسام البندقية العادية، إلخ.     | لا يشمل                  | -             |
| مجموع                                 |                                  | 4522                     | 592           |

### اقتباسات
1. 1 2 3 4 5 6 7  Liedtke 2016، صفحة 127.
2. ↑  Liedtke 2016، صفحة 128.
3. ↑  Liedtke 2016، صفحات 128–129.
4. 1 2 3  Glantz 1995, p. 293
5. ↑  German accounts give 287,704 أسير: Bergstrom 2007, p. 28: Cites Krivosheyev, Grif sekretnosti snyat. Poterivooruzhyonnykh sil SSSR v voynakh, boyevykh deystviyakh i voyennykh konfliktakh, p. 162.
6. ↑  Bergstrom 2007, p. 28: Cites Pshenyanik, Sovtskie Voenno-vozdushnye sily v bor'be snemetsko fashistskoy aviatssiey v letne-osenney kampanii 1941, p. 94.
7. 1 2  Liedtke 2016.
8. 1 2 3  Mark Sołonin (2007). 22 czerwca 1941 czyli Jak zaczęła się Wielka Wojna ojczyźniana (بالبولندية). Tomasz Lisiecki (trans.) (1 ed.). Poznań, Poland: Dom Wydawniczy Rebis. pp. 528–529. ISBN:978-83-7510-130-0.
9. ↑  Total German tanks includes non-combat "commander tanks" as well as outdated بانزر-1 and بانزر-2 tanks
10. ↑  On 1 June there were 114 KV tanks, 238 T-34 tanks, but another 100 T-34 tanks were received until 22 June 1941 (Solonin 2007, pp. 99–100).

### قائمة المراجع
- بيرجستروم، كريستر (2007). بربروسا - المعركة الجوية: يوليو-ديسمبر 1941 . لندن: شيفرون / إيان ألان. (ردمك 978-1-85780-270-2) رقم ISBN   978-1-85780-270-2 .
- David M. Glantz؛ Jonathan M. House  [لغات أخرى]‏ (1995). When Titans clashed: how the Red Army stopped Hitler. University Press of Kansas.{{استشهاد بكتاب}}:  صيانة الاستشهاد: أسماء عددية: قائمة المؤلفين (link) صيانة الاستشهاد: أسماء متعددة: قائمة المؤلفين (link) صيانة الاستشهاد: علامات ترقيم زائدة (link)
- Glantz، David M. (2001). Barbarossa: Hitler's invasion of Russia 1941 (ط. 1st). Stroud: Tempus. ISBN:0-7524-1979-X.  Glantz، David M. (2001). Barbarossa: Hitler's invasion of Russia 1941 (ط. 1st). Stroud: Tempus. ISBN:0-7524-1979-X.  Glantz، David M. (2001). Barbarossa: Hitler's invasion of Russia 1941 (ط. 1st). Stroud: Tempus. ISBN:0-7524-1979-X.
- الفترة الأولى للحرب على الجبهة الشرقية، 22 يونيو - أغسطس 1941 : وقائع ندوة فن الحرب الرابعة، غارميش، FRG ، أكتوبر 1987 / حرره ديفيد م. (ردمك 0-7146-3375-5) .
- بريان فوغات وليف دفوريتسكي، الرعد على دنيبر : جوكوف ستالين وهزيمة بليتزكريج هتلر
- Geyer ، H. Das IX. Armeekorps im Ostfeldzug
- Liedtke، Gregory (2016). Enduring the Whirlwind: The German Army and the Russo-German War 1941-1943. Helion and Company. ISBN:978-1910777756.  Liedtke، Gregory (2016). Enduring the Whirlwind: The German Army and the Russo-German War 1941-1943. Helion and Company. ISBN:978-1910777756.  Liedtke، Gregory (2016). Enduring the Whirlwind: The German Army and the Russo-German War 1941-1943. Helion and Company. ISBN:978-1910777756.
- Ziemke و EF 'موسكو إلى ستالينجراد'